# Neosardus australis
Neosardus australis är en tvåvingeart som beskrevs av Yeates 1996. Neosardus australis ingår i släktet Neosardus och familjen svävflugor.
Artens utbredningsområde är Sydaustralien. Inga underarter finns listade i Catalogue of Life.